# 羽田圭子
羽田 圭子（はた けいこ、1965年8月21日 - ）は、日本の女優。東京都出身。Yコーポレーション所属。QueensCompanyと業務提携。

## 出演

### テレビドラマ
- 不良少女とよばれて（1984年、TBS）- 半沢トキ子 役※仁乃慶子名義
- 兄弟拳バイクロッサー（1985年、日本テレビ） - リタ 役
- 水曜ドラマスペシャル 小夜子の冒険（1987年9月9日、TBS）
- 土曜ワイド劇場（テレビ朝日）
  - ビキニライン殺人事件（1988年9月24日）
  - 混浴露天風呂連続殺人10「阿寒湖〜摩周湖〜知床ラジオで無差別予告殺人」（1991年7月20日）
  - 花嫁の鮮やかな完全犯罪（1993年1月23日）
  - 北アルプス連続殺人ルート〜標高2500m!（2006年9月30日）
- Wパパにオマケの子?! 24話「ラストソング」（1988年3月18日、日本テレビ） - バニーガール役
- キツイ奴ら（1989年、NHK）
- 現代神秘サスペンス「自宅の妾宅」（1989年8月14日、テレビ朝日）
- 水曜グランドロマン（日本テレビ）
  - レモンのキッス（1989年12月20日）
  - 男と女が出会う街（1989年）
- 疾風からす組（1991年、テレビ東京）
- ダウンタウン探偵組 8話「不倫の損失補てん役を引き受けた」（1991年12月2日、テレビ朝日）
- 刑事貴族2 35話「病院へようこそ」（1992年2月14日、日本テレビ）
- 世にも奇妙な物語「震える愛」（1992年4月9日、フジテレビ）
- 真夏の刑事 14話「転落!痴漢疑惑の果て」（1992年8月2日、テレビ朝日）
- 火曜サスペンス劇場「誤算」（1992年8月18日、日本テレビ）
- 七人の女弁護士3 4話「デートレイプ」（1993年1月28日、テレビ朝日）
- 帰ってきたセカンド・チャンス（1996年12月20日、TBS）
- おばさん会長・紫の犯罪清掃日記! ゴミは殺しを知っている5（2003年12月22日、TBS）
- 水曜ミステリー9（テレビ東京）
  - 作家・如月祥子の事件ルポ（2006年2月15日）
  - 警視庁黒豆コンビ3“海に消えた欲望”SOS（2007年10月10日）
  - 刑事長（2013年4月10日）
  - シロクマ園長 命の事件簿2（2008年8月13日）
- 新・風のロンド（2006年　フジテレビ）
- 月曜ゴールデン（TBS）
  - 十津川警部シリーズ（渡瀬恒彦版）38 愛と悲しみの墓標（2007年4月2日）- クラブ「銀蝶」経営・早川友美 役
  - 萬屋長兵衛の隅田川事件ファイル（2008年11月17日）
- 新春ワイド時代劇・徳川風雲録 八代将軍吉宗（2008年1月2日、テレビ東京）
- 温泉へGo!（2008年10月、TBS）
- 相棒 Season 11 第7話「幽霊屋敷」（2012年11月28日、テレビ朝日）- 屋敷政三郎（小杉勇二）の娘・屋敷今日子 役
- 月曜名作劇場「十津川警部シリーズ（内藤剛志版）3 伊豆踊り子号殺人迷路」（2017年9月11日）- 丸山京子 役

#### その他
- マジカル頭脳パワー!!『マジカルミステリー劇場・第47話「beautifulな女達」』（1992年、NTV） - 町田桃子 役

### 映画
- メイン・テーマ（1984年、東映）
- 修羅の群れ（1984年、東映）
- 螢（1989年、東映）
- 彼女が水着にきがえたら（1989年、東宝）
- さらば愛しのやくざ（1990年、東映）
- 首領になった男（1991年、東映）
- 夜逃げ屋本舗（1992年、東宝）

### オリジナルビデオ
- 実写版　おいら女蛮　決戦！パンス党（1995年、タキ・コーポレーション）
- やりにげ FUCK&RUN（1997年、徳間ジャパン）
- 生保の女　それぞれの事情（1997年、ピンクパイナップル）
- 硝子のラブホテル 覗かれた夜の顔（1999年、スターボード）
- 監禁逃亡 地獄に咲いた女（1999年、ジャパンホームビデオ） - 直子
- 禁断の果実3 近親相姦の誘い（1999年撮影、レジェンド・ピクチャーズ）
- 美悪の華 Vol.1 氷室登場（2001年、徳間ジャパン）
- 美悪の華 Vol.2 氷室の過去（2001年、徳間ジャパン）
- 女囚611 獣牝（オンナ）たちの館（2006年、GPミュージアム）
- 女囚611 獣牝（オンナ）たちの逆襲（2007年、GPミュージアム）

### バラエティ
- プレイボーヤクラブ（1986年 - 1987年、日本テレビ）

### 写真集
- 『Nymphomania』（1997年、英知出版）